# Akiyoshiella
Akiyoshiella es un género de foraminífero bentónico de la subfamilia Fusulininae, de la familia Fusulinidae, de la superfamilia Fusulinoidea, del suborden Fusulinina y del orden Fusulinida. Su especie tipo es Akiyoshiella ozawai. Su rango cronoestratigráfico abarca el Moscoviense (Carbonífero superior).

## Discusión
Clasificaciones más recientes incluyen Akiyoshiella en la subclase Fusulinana de la clase Fusulinata.

## Clasificación
Akiyoshiella incluye a las siguientes especies:
- Akiyoshiella fusulinoides †
- Akiyoshiella ozawai †